# Alexander Baustädt
Alexander Baustädt (* 1. März 1828 im Rumbeck, Kreis Grafschaft Schaumburg; † 5. Oktober 1905 in Stade) war ein deutscher Verwaltungsjurist, zuletzt Präsident des Konsistoriums in Stade.

## Leben
Baustädt besuchte das Ernestinum Rinteln und studierte Rechtswissenschaft an der Philipps-Universität Marburg. Dort wurde er 1849 im Corps Hasso-Nassovia aktiv. 1852 wurde er Rechtspraktikant in Treysa und Rotenburg an der Fulda. 1860 kam er als Untergerichtsanwalt nach Burghaun. Er war Notar in Hünfeld (1868) und Fulda. 1880 wurde er Amtsgerichtsrat in Orb. Im Jahr darauf wechselte er in den kirchlichen Verwaltungsdienst und wurde Konsistorialrat in Kassel. 1885 wurde ihm der Vorsitz des Konsistoriums in Stade übertragen. 1886 erhielt er den Titel Direktor. 1896 wurde er Konsistorialpräsident. Am 1. Januar 1903 trat er in den Ruhestand.